# Rosemarie Klemm
Rosemarie Klemm (* 1938) ist eine deutsche Ägyptologin.

## Leben und Leistungen
Rosemarie Klemm studierte von 1957 bis 1959 zunächst auf Lehramt in Heidelberg und war von 1959 bis 1962 als Lehrerin in Mannheim tätig. Zwischen 1968 und 1976 studierte sie erneut, nun Ägyptologie, Vorderasiatische Archäologie sowie Vor- und Frühgeschichte an der Ludwig-Maximilians-Universität München. Dort wurde sie 1976 mit der Arbeit Ägypten im deutschen Schulbuch promoviert.
Mit ihrem Mann, dem Geologen Dietrich D. Klemm, arbeitete sie von 1977 bis 1987 an der Erforschung der Steinbrüche des alten Ägyptens, von 1989 bis 1999 zu den Goldminen des Altertums in Ägypten und dem Sudan. An der Ludwig-Maximilians-Universität war sie seit 1986 auch Lehrbeauftragte am Institut für Ägyptologie, 1989 und 1998 zusätzlich an der Universität Würzburg. Klemm beschäftigte sich zunächst in Verbindung mit ihrem ersten Studium und zunächst ausgeübten Beruf mit der Rezeption des alten Ägyptens in der Schulbildung, später widmete sie sich mit Dietrich D. Klemm der Grundlagenforschung der Bergbaugeschichte des alten Ägyptens.

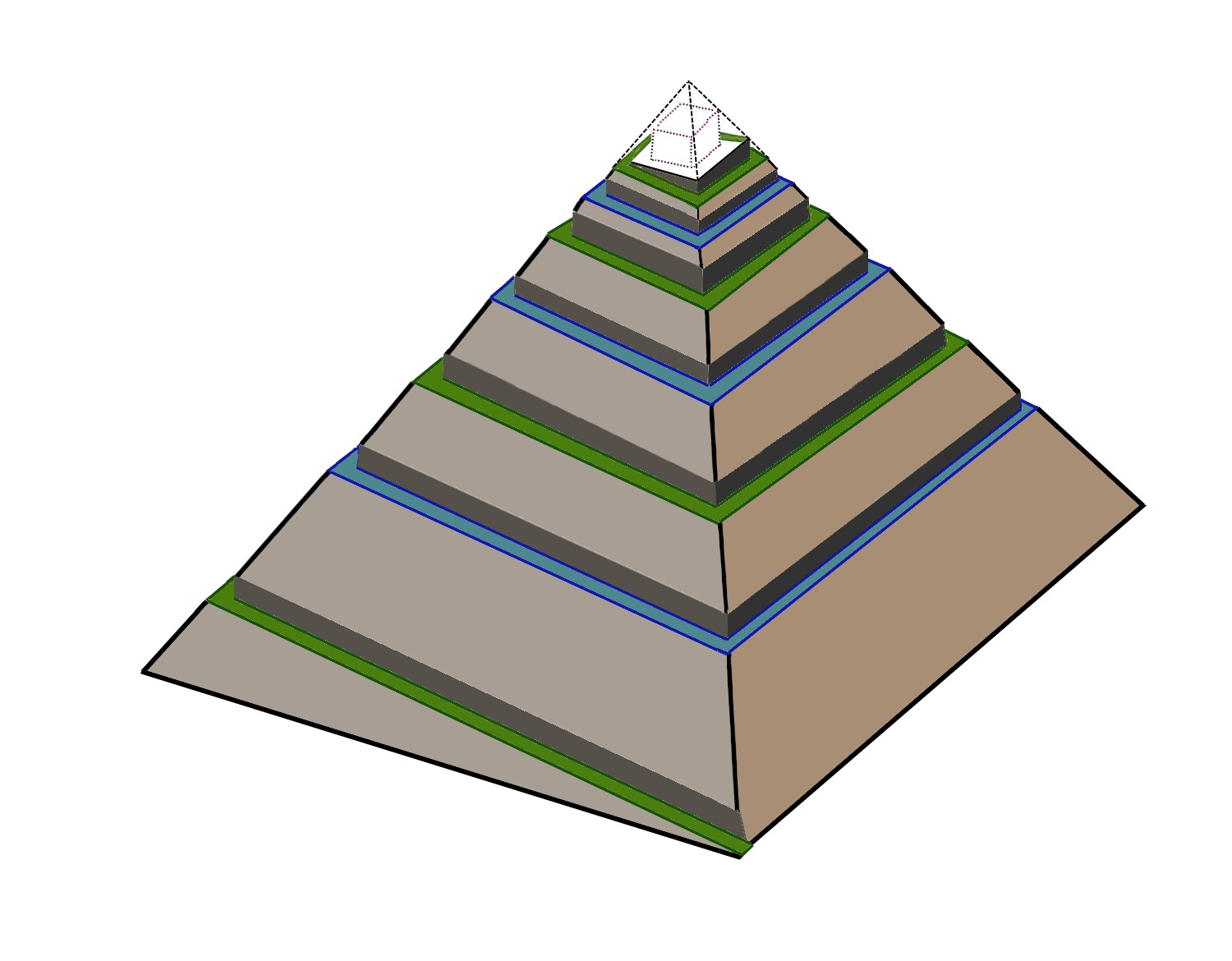
Rampenmodell von R. Klemm und D. Klemm

Im Jahr 1998 machten Rosemarie Klemm und Dietrich D. Klemm einen Vorschlag zum Bau der Cheops-Pyramide. Zwei Rampenpfade starten an gegenüberliegenden Ecken und verlaufen im Uhrzeigersinn. Die Rampenpfade sind in der Außenfläche der Pyramide integriert, weshalb dieser Vorschlag als Integralrampe bezeichnet wird.
Das Ehepaar Klemm hat drei Töchter, darunter Judith Milberg.

## Schriften
- „Zeitaufnahme“. Geschichte für die Sekundarstufe I, Band I, Teil 2: Alte Kulturen: Ägypten. 1978.
- mit Dietrich D. Klemm: Die Steine der Pharaonen. Herkunftsbestimmung altägyptischen Steinmaterials. Ein interdisziplinäres Forschungsprojekt. Staatliche Sammlung Ägyptischer Kunst München, München 1981.
- mit Dietrich D. Klemm: Steine und Steinbrüche im Alten Ägypten. Springer, Berlin u. a. 1993, ISBN 3-540-54685-5.
- mit Dietrich D. Klemm: The Stones of the Pyramids. Provenance of the Building Stones of the Old Kingdom Pyramids of Egypt. de Gruyter, Berlin 2010, ISBN 978-3-11-022123-7.
- mit Dietrich D. Klemm: Gold and Gold Mining in Ancient Egypt and Nubia. Springer, Berlin 2013, ISBN 978-3-662-52067-3.